# Charles Lindbergh
Charles Augustus Lindbergh (Detroit, 4. veljače 1902. – Havaji, 26. kolovoza 1974.) je bio američki zrakoplovac, istraživač i izumitelj.
Slavljen kao najbolji i najhrabriji letač svojega doba. Znamenit je njegov let preko Atlantika, kojeg je izveo sam neprekidno letjevši od 20. do 21. svibnja 1927., preletjevši od New Yorka do Pariza zrakoplovom Duh Saint Louisa 5809 kilometara. Za taj podvig dodijeljena mu je Medalja časti, najviše vojno odlikovanje Sjedinjenih Država. Lindbergh je svoju slavu iskoristio kako bi unaprijedio civilno zrakoplovstvo.
Lindberghov sin je otet 1932. iz obiteljske kuće u New Jerseyju i kasnije ubijen. Novine su taj događaj nazvale Zločin stoljeća. Bruno Hauptmann čovjek koji je osuđen za otmicu je pogubljen električnom stolicom, a taj događaj je potaknuo donošenje Lindberghovog zakona kojim je otmica proglašena saveznim zločinom.
Prije ulaska SAD-a u Drugi svjetski rat Lindbergh je postao glavni zagovornik nestupanja Amerike u rat. Bio je vođa udruge Najprije Amerika, najveće antiratne udruge. Vjerovao je kao i mnogi Amerikanci tog doba, da bi premoćna snaga Amerike porazila Hitlera ali bi time ostavila Europu na milost sovjetske Rusije što bi uzrokovalo uništenje zapadne civilizacije. Izjavljivao je da nitko s osjećajem za ljudsko dostojanstvo ne može opravdavati progone Židova u Njemačkoj. 
Isticao je, iako razumije želju američkih Židova i Britanije da uvuku Ameriku u rat, ulazak u rat nije u američkom interesu. Upozoravao je na veliki židovski utjecaj na američke medije, film, radio i vladu. 
Ne možemo ih kriviti što se brinu za ono što vjeruju da je u njihovim interesima ali se isto tako moramo brinuti za naše vlastite. Ne smijemo dopustiti da prirodne strasti i predrasude drugih naroda vode našu zemlju u propast. 
Te njegove riječi mnogi su kritizirali kao antižidovske i antiameričke. Lindbergh je optuživan da je nacistički simpatizer. Osobno je vjerovao u nadmoćnost Nordijske rase i u eugeniku. Nakon ulaska Amerike u rat pomagao je ratne napore i letio u borbenim misijama na Pacifičkom bojištu. Poslije rata posvetio se brojnim akcijama za očuvanje okoliša.